# Forno Canavese
Pour les articles homonymes, voir Canavese.
Forno Canavese (en français Four-en-Canavais) est une commune de la ville métropolitaine de Turin, dans le Piémont, en Italie.

## Administration
| Période                                  | Période  | Identité       | Étiquette | Qualité |
| ---------------------------------------- | -------- | -------------- | --------- | ------- |
| 14 juin 2004                             | En cours | Cesare Mondino |           |         |
| Les données manquantes sont à compléter. |          |                |           |         |

### Hameaux
Bozonetti, Milani où se trouve le Sanctuaire des Milani, Vignetti.

### Communes limitrophes
Pratiglione, Corio, Rivara, Rocca Canavese, Levone.

### Évolution démographique
Habitants recensés